# آیکا (فیلم ۲۰۱۸)
 آیکا (به انگلیسی: Ayka) نام یک فیلم درام قزاقستانی به کارگردانی سرگئی دوورتسووی محصول ۲۰۱۸ است. این فیلم برای رقابت درکسب نخل طلا هفتاد و یکمین جشنواره فیلم کن انتخاب شد.

## داستان
داستان در مورد زن بی بضاعتی است